# Faat Kiné
Faat Kiné è un film del 2000 scritto e diretto da Ousmane Sembène.